# 进行性神经性腓骨肌萎缩症
进行性神经性腓骨肌萎缩症，即（又称腓骨肌萎缩症、恰克-馬利-杜斯氏症），是以三位最早发现此病的法国研究者的姓氏共同命名的。其主要表现是双腿渐进性无力，患者发病年龄一般在二十到四十岁之间，是一种罕见的遗传疾病。DNA检测问世以前，腓骨肌萎缩症只能通过临床症状诊断，因为无法早期诊断，在医学教科书或者医学刊物中所讨论的病例都是很严重的类型。目前可以通过DNA检测技术进行CMT的早期诊断。一旦检测结果呈阳性，证明有基因缺陷，即使没有表征的症状，也应马上调整自己的生活，而不至于功能透支，引病上身。

## 序言
進行性神經性腓骨肌萎縮症（Charcot-Marie-Tooth disease、C-M-T，又稱腓骨肌萎縮症、恰克-馬利-杜斯氏症），是一种遗传性神经疾病，主要影響在腦部、脊髓以及身體其他部位之間傳遞信號的周邊神經。
CMT是最常見的遺傳性神經病變，會引致多種感官症狀，例如疲勞感、蟻咬感、肌肉無力和萎縮感、肌肉痛楚，並會隨時間慢慢出現腳部變形。有的情況下，CMT還會影響控制身體功能的神經，例如控制排汗和平衡感的神經。病變症狀通常由腳和腿部開始，之後再擴散到手和手臂。雖然有些人可能只有輕微的症狀，但也有人可能會面對嚴重的身體活動限制。目前CMT無法徹底根治；不過物理治療、矯形器具、手術及藥物等治療方法可以幫助控制症狀，緩解病變速度及痛感，並提升生活品質。 
CMT是由超過100種不同基因突變引起的病變，該疾病的病變會突然搞亂神經細胞軸突（負責傳送信號）和髓鞘（包住軸突嘅保護層，可以絕緣同加速信號傳送）的運作。當神經細胞軸突和髓鞘受損，神經信號就會傳得很慢，導致對肌肉的控制出現問題。該疾病於1886年由法國醫生让-马丁·夏科、皮埃尔·马里以及英國醫生霍华德·亨利·图斯共同發現。
這種病是最常見的遺傳性神經系統疾病之一，大約每2500人裡面就有1位會中招。

## 病因与遗传学
CMT病是一个由于外周神经关键蛋白遗传突变导致的疾病。这些突变显性影响对于髓鞘的结构和功能起关键作用的蛋白，包括：外周髓磷脂蛋白22(PMP22)、P0/MPZ、Cx32/GJB1和PRX，导致脱髓鞘。

## 外部連結
- 中的“进行性神经性腓骨肌萎缩症”

 维基共享资源上的相關多媒體資源：进行性神经性腓骨肌萎缩症
- 中的“进行性神经性腓骨肌萎缩症”